# Nils Berndtson (konstnär)
Nils Bertil Berndtson, född 19 september 1920 i Malmö, död okänt år, var en svensk konstnär. Han var gift med Gina Mansch.
Berndtson, vars far var svensk och mor polska, studerade för Edvin Ollers och Isaac Grünewald i Stockholm samt i München 1943 och företog därefter studieresor till bland annat Nederländerna, Frankrike, Tyskland, Spanien och Kanarieöarna. Han och hans hustru bosatte sig i Sydafrika 1948. Tillsammans med henne ställde han ut i Finspång 1947 samt på Las Palmas och i Johannesburg.
Hans konst består av stilleben, figurer, porträtt och landskap i olja, akvarelleller gouache.